# Campionato mondiale di baseball 2011
Il Campionato mondiale di baseball 2011 è stato la XXXIX e ultima edizione del Campionato mondiale di baseball. Si è disputato fra il 1º e il 15 ottobre 2011 a Panama. Quattro città hanno ospitato l'evento: Panama, Aguadulce, Santiago de Veraguas e Chitré. Il torneo, che ha visto la partecipazione di sedici squadre, è stato vinto dai Paesi Bassi che hanno sconfitto in finale Cuba. È stata la prima vittoria di una rappresentativa europea ai Campionati mondiali dopo la prima edizione del 1938, quando la nazionale britannica batté quella statunitense in una sfida a due.
In seguito, la World Baseball Softball Confederation nata nel 2013 a seguito della fusione tra la International Softball Federation e la International Baseball Federation, ha annunciato che al posto del Campionato mondiale di baseball si sarebbe tenuto dal 2015 con scadenza quadriennale il WBSC Premier 12, torneo riservato alle 12 squadre nazionali con il più alto ranking mondiale.

## Squadre
Sedici nazionali si sono qualificate per la manifestazione, grazie al posizionamento nei vari tornei continentali che fungevano anche come torneo di qualificazione al campionato mondiale oppure, nel caso di Panama, in quanto nazione ospitante.
| Prima fase    | Prima fase                                     | Prima fase      | Prima fase                                     |
| Gruppo 1      | Gruppo 1                                       | Gruppo 2        | Gruppo 2                                       |
| ------------- | ---------------------------------------------- | --------------- | ---------------------------------------------- |
| Canada        | 6°, Torneo di qualificazione Panamericano 2010 | Australia       | Oceania qualifier                              |
| Giappone      | Qualificazioni asiatiche                       | Corea del Sud   | Qualificazioni asiatiche                       |
| Grecia        | 4°, Campionato europeo 2010                    | Cuba            | Torneo di qualificazione Panamericano 2010     |
| Paesi Bassi   | Campionato europeo 2010                        | Rep. Dominicana | Torneo di qualificazione Panamericano 2010     |
| Panama        | Nazione ospitante                              | Germania        | Campionato europeo 2010                        |
| Porto Rico    | 7°, Torneo di qualificazione Panamericano 2010 | Italia          | Campionato europeo 2010                        |
| Stati Uniti   | Torneo di qualificazione Panamericano 2010     | Nicaragua       | 8°, Torneo di qualificazione Panamericano 2010 |
| Taipei cinese | Qualificazioni asiatiche                       | Venezuela       | Torneo di qualificazione Panamericano 2010     |

## Prima fase

### Gruppo 1

#### Classifica
| Squadre       | V | S | PCT  | GB | RF | RS |
| ------------- | - | - | ---- | -- | -- | -- |
| Canada        | 6 | 1 | .857 | —  | 42 | 21 |
| Paesi Bassi   | 6 | 1 | .857 | —  | 49 | 16 |
| Panama        | 5 | 2 | .714 | 1  | 47 | 30 |
| Stati Uniti   | 4 | 3 | .571 | 2  | 40 | 25 |
| Porto Rico    | 3 | 4 | .429 | 3  | 28 | 26 |
| Giappone      | 2 | 5 | .286 | 4  | 20 | 32 |
| Taipei cinese | 2 | 5 | .286 | 4  | 29 | 39 |
| Grecia        | 0 | 7 | .000 | 6  | 10 | 76 |

#### Risultati
| Data     | Ora   | Partita       | Partita            | Partita       |
| -------- | ----- | ------------- | ------------------ | ------------- |
| 01.10.11 | 20.00 | Panama        | 8 - 3              | Grecia        |
| 02.10.11 | 14.00 | Porto Rico    | 1 - 9              | Canada        |
| 02.10.11 | 14.00 | Paesi Bassi   | 2 - 1              | Taipei cinese |
| 02.10.11 | 19.30 | Giappone      | Rinviata (pioggia) | Stati Uniti   |
| 03.10.11 | 14.00 | Canada        | 3 - 1              | Giappone      |
| 03.10.11 | 14.00 | Paesi Bassi   | 19 - 0             | Grecia        |
| 03.10.11 | 19.30 | Stati Uniti   | 4 - 8              | Porto Rico    |
| 03.10.11 | 19.30 | Taipei cinese | 8 - 14             | Panama        |
| 04.10.11 | 14.00 | Giappone      | 2 - 5              | Paesi Bassi   |
| 04.10.11 | 14.00 | Grecia        | 2 - 12             | Canada        |
| 04.10.11 | 19.30 | Panama        | 4 - 2              | Porto Rico    |
| 04.10.11 | 19.30 | Taipei cinese | 1 - 15             | Stati Uniti   |
| 05.10.11 | 17.00 | Giappone      | 3 - 7              | Stati Uniti   |
| 06.10.11 | 14.00 | Paesi Bassi   | 5 - 0              | Porto Rico    |
| 06.10.11 | 14.00 | Stati Uniti   | 3 - 0              | Grecia        |
| 06.10.11 | 19.30 | Giappone      | 2 - 3              | Panama        |
| 06.10.11 | 19.30 | Canada        | 4 - 0              | Taipei cinese |
| 07.10.11 | 14.00 | Giappone      | 3 - 1              | Taipei cinese |
| 07.10.11 | 14.00 | Porto Rico    | 10 - 1             | Grecia        |
| 07.10.11 | 17.30 | Canada        | 3 - 12             | Panama        |
| 07.10.11 | 17.30 | Stati Uniti   | 5 - 7              | Paesi Bassi   |
| 08.10.11 | 14.00 | Paesi Bassi   | 4 - 5              | Canada        |
| 08.10.11 | 14.00 | Grecia        | Rinviata (pioggia) | Taipei cinese |
| 08.10.11 | 19.30 | Panama        | Rinviata (pioggia) | Stati Uniti   |
| 08.10.11 | 19.30 | Porto Rico    | 6 - 0              | Giappone      |
| 09.10.11 | 14.00 | Stati Uniti   | 1 - 6              | Canada        |
| 09.10.11 | 14.00 | Grecia        | 4 - 9              | Giappone      |
| 09.10.11 | 19.30 | Panama        | 3 - 7              | Paesi Bassi   |
| 09.10.11 | 19.30 | Taipei cinese | 3 - 1              | Porto Rico    |
| 10.10.11 | 14.00 | Grecia        | 0 - 15             | Taipei cinese |
| 10.10.11 | 14.00 | Panama        | 0 - 5              | Stati Uniti   |

### Gruppo 2

#### Classifica
| Squadre         | V | S | PCT   | GB | RF | RS |
| --------------- | - | - | ----- | -- | -- | -- |
| Cuba            | 7 | 0 | 1.000 | —  | 54 | 6  |
| Venezuela       | 5 | 2 | .714  | 2  | 35 | 49 |
| Corea del Sud   | 5 | 2 | .714  | 2  | 34 | 22 |
| Australia       | 4 | 3 | .571  | 3  | 39 | 47 |
| Rep. Dominicana | 3 | 4 | .429  | 4  | 52 | 28 |
| Italia          | 3 | 4 | .429  | 4  | 27 | 28 |
| Nicaragua       | 1 | 6 | .143  | 6  | 18 | 47 |
| Germania        | 0 | 7 | .000  | 7  | 26 | 58 |

#### Risultati
| Data     | Ora   | Partita         | Partita | Partita         |
| -------- | ----- | --------------- | ------- | --------------- |
| 02.10.11 | 14.00 | Australia       | 0 - 14  | Cuba            |
| 02.10.11 | 14.00 | Germania        | 4 - 5   | Nicaragua       |
| 02.10.11 | 19.30 | Venezuela       | 5 - 4   | Corea del Sud   |
| 02.10.11 | 19.30 | Rep. Dominicana | 7 - 0   | Italia          |
| 03.10.11 | 14.00 | Cuba            | 3 - 0   | Rep. Dominicana |
| 03.10.11 | 14.00 | Italia          | 7 - 0   | Australia       |
| 03.10.11 | 19.30 | Corea del Sud   | 6 - 5   | Germania        |
| 03.10.11 | 19.30 | Nicaragua       | 2 - 5   | Venezuela       |
| 04.10.11 | 14.00 | Italia          | 6 - 3   | Nicaragua       |
| 04.10.11 | 14.00 | Germania        | 2 - 13  | Rep. Dominicana |
| 04.10.11 | 19.30 | Corea del Sud   | 8 - 0   | Australia       |
| 04.10.11 | 19.30 | Cuba            | 14 - 2  | Venezuela       |
| 06.10.11 | 14.00 | Nicaragua       | 3 - 4   | Australia       |
| 06.10.11 | 14.00 | Venezuela       | 6 - 3   | Rep. Dominicana |
| 06.10.11 | 19.30 | Italia          | 7 - 2   | Germania        |
| 06.10.11 | 19.30 | Cuba            | 4 - 1   | Corea del Sud   |
| 07.10.11 | 17.30 | Germania        | 5 - 10  | Venezuela       |
| 07.10.11 | 17.30 | Rep. Dominicana | 9 - 11  | Australia       |
| 07.10.11 | 17.30 | Italia          | 1 - 5   | Cuba            |
| 07.10.11 | 17.30 | Corea del Sud   | 6 - 4   | Nicaragua       |
| 08.10.11 | 17.30 | Australia       | 15 - 0  | Venezuela       |
| 08.10.11 | 17.30 | Cuba            | 8 - 2   | Germania        |
| 08.10.11 | 17.30 | Corea del Sud   | 4 - 0   | Italia          |
| 08.10.11 | 17.30 | Rep. Dominicana | 16 - 1  | Nicaragua       |
| 09.10.11 | 17.30 | Australia       | 9 - 6   | Germania        |
| 09.10.11 | 17.30 | Venezuela       | 7 - 6   | Italia          |
| 09.10.11 | 17.30 | Rep. Dominicana | 4 - 5   | Corea del Sud   |
| 09.10.11 | 17.30 | Nicaragua       | 0 - 6   | Cuba            |

## Seconda fase
Le otto squadre qualificate alla seconda fase vengono inserite in un unico gruppo dove ciascuna squadra affronta solo le quattro non ancora affrontate nella prima fase. I punti ottenuti durante la prima fase vengono mantenuti ad eccezione di quelli conquistati contro le squadre che non si sono qualificate.

### Gruppo 3

#### Classifica
| Squadre       | V | S | PCT  | GB | RF | RS |
| ------------- | - | - | ---- | -- | -- | -- |
| Paesi Bassi   | 6 | 1 | .857 | —  | 41 | 18 |
| Cuba          | 6 | 1 | .857 | —  | 56 | 18 |
| Canada        | 4 | 3 | .571 | 2  | 27 | 32 |
| Stati Uniti   | 4 | 3 | .571 | 2  | 30 | 27 |
| Australia     | 3 | 4 | .429 | 3  | 29 | 30 |
| Corea del Sud | 2 | 5 | .286 | 4  | 20 | 25 |
| Panama        | 2 | 5 | .286 | 4  | 36 | 35 |
| Venezuela     | 1 | 6 | .143 | 5  | 17 | 69 |

#### Risultati
| Data     | Ora   | Partita       | Partita                    | Partita       |
| -------- | ----- | ------------- | -------------------------- | ------------- |
| 11.10.11 | 14.00 | Paesi Bassi   | 5 - 1                      | Corea del Sud |
| 11.10.11 | 14.00 | Canada        | 0 - 7                      | Australia     |
| 11.10.11 | 19.30 | Cuba          | 8 - 7                      | Stati Uniti   |
| 11.10.11 | 19.30 | Venezuela     | 4 - 11                     | Panama        |
| 12.10.11 | 14.00 | Venezuela     | Rinviata (pioggia)         | Stati Uniti   |
| 12.10.11 | 14.00 | Paesi Bassi   | Sospesa sull'1-1 (pioggia) | Australia     |
| 12.10.11 | 19.30 | Cuba          | Rinviata (pioggia)         | Panama        |
| 12.10.11 | 19.30 | Canada        | Rinviata (pioggia)         | Corea del Sud |
| 13.10.11 | 11.00 | Canada        | 7 - 0                      | Venezuela     |
| 13.10.11 | 12.00 | Stati Uniti   | 2 - 1                      | Australia     |
| 13.10.11 | 15.30 | Canada        | 4 - 0                      | Corea del Sud |
| 13.10.11 | 15.30 | Paesi Bassi   | 2 - 1                      | Australia     |
| 13.10.11 | 19.30 | Panama        | 4 - 5                      | Corea del Sud |
| 13.10.11 | 19.30 | Cuba          | 1 - 4                      | Paesi Bassi   |
| 14.10.11 | 11.00 | Corea del Sud | 1 - 3                      | Stati Uniti   |
| 14.10.11 | 11.00 | Panama        | 4 - 5                      | Australia     |
| 14.10.11 | 15.30 | Venezuela     | 4 - 7                      | Stati Uniti   |
| 14.10.11 | 15.30 | Canada        | 2 - 8                      | Cuba          |
| 14.10.11 | 19.30 | Venezuela     | 2 - 12                     | Paesi Bassi   |
| 14.10.11 | 19.30 | Cuba          | 7 - 2                      | Panama        |

## Fase finale
| Finale      | Data     | Ora   | Partita     | Partita                   | Partita       |
| ----------- | -------- | ----- | ----------- | ------------------------- | ------------- |
| 7º-8º posto | 15.10.11 | ??.?? | Panama      | 3 - 8                     | Venezuela     |
| 5º-6º posto | 15.10.11 | ??.?? | Australia   | 3 - 2                     | Corea del Sud |
| 3º-4º posto | 15.10.11 | ??.?? | Canada      | Non disputata per pioggia | Stati Uniti   |
| 1º-2º posto | 15.10.11 | ??.?? | Paesi Bassi | 2 - 1                     | Cuba          |

## Classifica finale
| Paesi Bassi | | |
| Argento | Cuba | |
| [ 3 ] | Canada | |
| [ 3 ] | Stati Uniti | |
| 5 | Australia | |
| 6 | Corea del Sud | |
| 7 | Venezuela | |
| 8 | Panama | |
| Eliminate nella prima fase | | |
| 9 | Rep. Dominicana | |
| 10 | Porto Rico | |
| 11 | Italia | V · D · M Nazionale italiana · Mondiali 2011 3 Granato · 6 Infante · 8 Pantaleoni · 10 Avagnina · 11 Cicatello · 14 Angrisano · 16 Grifantini · 17 Maestri · 19 Imperiali · 21 Bertagnon · 22 Ambrosino · 26 Ramos · 27 Cooper · 28 Pugliese · 29 Cillo · 32 Chapelli · 34 Panerati · 35 da Silva · 36 Richetti · 37 Castellitto · 39 Pizziconi · 40 Mazzanti · 42 D'Amico · 45 Chiarini · Manager: Marco Mazzieri |
| 12 | Giappone | |
| 13 | Taipei cinese | |
| 14 | Nicaragua | |
| 15 | Germania | |
| 16 | Grecia | |
| Nazionale italiana · Mondiali 2011 | | |
| 3 Granato · 6 Infante · 8 Pantaleoni · 10 Avagnina · 11 Cicatello · 14 Angrisano · 16 Grifantini · 17 Maestri · 19 Imperiali · 21 Bertagnon · 22 Ambrosino · 26 Ramos · 27 Cooper · 28 Pugliese · 29 Cillo · 32 Chapelli · 34 Panerati · 35 da Silva · 36 Richetti · 37 Castellitto · 39 Pizziconi · 40 Mazzanti · 42 D'Amico · 45 Chiarini · Manager: Marco Mazzieri | 3 Granato · 6 Infante · 8 Pantaleoni · 10 Avagnina · 11 Cicatello · 14 Angrisano · 16 Grifantini · 17 Maestri · 19 Imperiali · 21 Bertagnon · 22 Ambrosino · 26 Ramos · 27 Cooper · 28 Pugliese · 29 Cillo · 32 Chapelli · 34 Panerati · 35 da Silva · 36 Richetti · 37 Castellitto · 39 Pizziconi · 40 Mazzanti · 42 D'Amico · 45 Chiarini · Manager: Marco Mazzieri | Italia (bandiera) |